# Ron Kubsch
Ron Kubsch (* 1965 in Sebnitz, Sachsen) ist ein deutscher Theologe, Missionar, Leiter des MBS-Studienzentrums in München und Autor.

## Leben und Wirken
Ron Kubsch wuchs in Sachsen am Rande der Sächsischen Schweiz auf. Nachdem sein Vater 1979 in den Westen des Landes geflüchtet war, siedelte die Familie 1982 nach Düsseldorf über. Im Rahmen einer missionarischen Teestubenarbeit des EC in Düsseldorf fand er zum christlichen Glauben und war danach bis 1985 Mitarbeiter der Teestube Wegweiser. Zwischen 1985 und 1991 absolvierte er eine theologische Ausbildung zum Pastor und Missionar am Neues Leben Seminar in Wölmersen. Von 1991 bis 2000 leitete er die sozial-missionarische Initiative projekt L. Von 1992 bis 1998 lebte er mit seiner Familie in Litauen, half dort beim Aufbau eines christlichen Verlages und des evangelikalen Journals Prizme und war zwischen 1994 und 1996 Dozent an der Pädagogischen Hochschule in Šiauliai und 1997/98 an der Universität Vilnius. Von dort aus studierte er zwischen 1996 und 1998 Philosophie an der Fernuniversität in Hagen.
Zurück in Deutschland absolvierte er ein Theologiestudium am Martin Bucer Seminar (MBS) in Bonn, das er mit dem M.Th. des „Whitefield Theological Seminary“ abschloss. Er begleitete in dieser Zeit eine Assistentenstelle und ist dort seit 2002 in Vollzeit angestellt. Er ist Leiter des Studienzentrums in München, Dozent für Apologetik und Neuere Theologiegeschichte und seit 2019 Prodekan.
Von Herbst 1999 bis 2001 war er assoziierter Mitarbeiter des Missionswerkes Campus für Christus. Von 2002 bis 2015 war er zudem für das Institut für Islamfragen tätig. Von 2001 bis 2006 unterrichtete er Seelsorgelehre am Theologischen Seminar Rheinland. Er war Mitarbeiter am Internationalen Institut für Religionsfreiheit (IIRF) und bis 2021 beim Arbeitskreis Religionsfreiheit der Deutschen Evangelischen Allianz (AKREF). Seit 2008 ist er Leitender Redakteur der Zeitschrift „Glauben und Denken heute“, engagiert sich als Mitglied der Evangelical Philosophical Society (EPS) sowie der Evangelical Theological Society (ETS) und ist Stellvertretender Vorsitzender sowie Generalsekretär des evangelikalen Netzwerks „Evangelium21“.
Ron Kubsch ist mit seiner Frau Dorothea verheiratet, Vater von drei Kindern und betreibt den TheoBlog. Die Familie wohnt in München.

## Positionen
Ron Kubsch ist dem evangelikalen, konservativen Spektrum zuzurechnen. Auf seinem Blog äußert er sich regelmäßig kritisch zum Thema Homosexualität und Christentum sowie über geschlechtergerechte Sprache.

## Veröffentlichungen
- mit Jörg Berger: Ess-Störungen verstehen und überwinden, Hänssler, Holzgerlingen 2006, ISBN 978-3-7751-4551-0.
- Die Postmoderne. Abschied von der Eindeutigkeit, Hänssler, Holzgerlingen 2007, ISBN 978-3-7751-4608-1.
- Das Evangelium für die nächste Generation. Ausbildung und Mentoring, 3L-Verlag, Waldems 2012, ISBN 978-3-943440-63-8.
- Das komponierte „Ich“. Identitätsfindung in der Postmoderne und das christliche Menschenbild (Geistliche Studien, Band 1), Kubsch, Gieleroth 2017, ISBN 978-1-52050210-6.
- Der neue Paulus. Handreichung zur neuen Paulusperspektive (Geistliche Studien, Band 2), Kubsch, Gieleroth 2017, ISBN 978-1-52207-710-7.

als Mitautor
- Der Islam als historische, politische und theologische Herausforderung, Verlag für Kultur und Wissenschaft, Bonn 2013, ISBN 978-3-86269-067-1.
- Evangelisation und Transformation. Zwei Münzen oder eine Münze mit zwei Seiten?, VTR, Nürnberg 2013, ISBN 978-3-941750-79-1.

als (Mit)Herausgeber
- Die Wiederentdeckung des Glaubens in der Seelsorge. Von der Weisheit der Väter lernen, Verlag für Kultur und Wissenschaft, Bonn 2003, ISBN 978-3-932829-60-4.
- Wahrheit und Liebe. Was wir von Francis Schaeffer für die Gegenwart lernen können, Verlag für Kultur und Wissenschaft, Bonn 2007, ISBN 978-3-938116-23-4.
- mit Max Klingberg und Thomas Schirrmacher: Märtyrer 2011. Das Jahrbuch zur Christenverfolgung heute. Verlag f. Kultur u. Wissenschaft (VKW), Bonn 2011 (Jahrbuch erscheint jährlich seit 2000)
- Im Zweifel für den Zweifel? Beiträge zur christlichen Apologetik, Verlag für Kultur und Wissenschaft, Bonn 2011, ISBN 978-3-86269-011-4.
- mit Thomas Schirrmacher: Vergangenheit als Lernfeld. Kirchengeschichtsschreibung am Martin Bucer Seminar, Verlag für Kultur und Wissenschaft, Bonn 2015, ISBN 978-3-86269-103-6.
- Schätze der Gnade. Reformatorische Theologie im 21. Jahrhundert (MBS Jahrbuch), Verlag für Kultur und Wissenschaft, Bonn 2013, ISBN 978-3-86269-087-9.

Aufsätze
- Konfessionen, Religionen, Weltanschauungen. Die Philadelphia-Bewegung. Versuch einer Beurteilung. In: Bibel und Gemeinde. Nr. 3, 1991, S. 272–289.
- Vom Ende der großen Erzählungen. Jean-François Lyotard und das „Das postmoderne Wissen“. In: MBS-Texte, I/2004, online.
- Neuer Calvinismus – Einblicke in eine junge reformierte Bewegung. In: MBS Jahrbuch 13. Jg., VKW 2013, ISBN 978-3-86269-087-9 (Seite 41–70)